# ویلده
ویلده (به اسپانیایی: Wilde) شهری در کشور آرژانتین، ایالت بوئنوس آیرس است که در سال ۲۰۰۹ میلادی، حدود ۶۵٬۸۸۱ نفر جمعیت داشته است.